# Zsaru a Holdról
A Zsaru a Holdról (eredeti cím: Lunar Cop) 1995-ben bemutatott amerikai akció-sci-fi film Boaz Davidson rendezésében. A főszereplők Michael Paré, Billy Drago, Walker Brandt, Robin Smith és Gavin van den Berg.
Az Amerikai Egyesült Államokban 1995. december 19-én mutatták be. Magyarországon DVD-n jelent meg.

## Cselekmény
2050-et írunk. A Holdkolónia tudósai bejelentik, hogy kifejlesztették az úgynevezett „amarant” vegyi-anyagot, amely helyreállíthatja a nukleáris holokauszt által sújtott Földet. Hamarosan földi szélsőségesek támadják meg a kolóniát és ellopják az amarantot. Joe Brody rendőrtiszt a kolónián teljesíti szolgálatait, majd azt a küldetést kapja parancsnokától, hogy térjen vissza a Földre és szerezze vissza az amarantot, ami képes kifejleszteni az univerzum bolygóinak teljes növényzetét.
Brody békés emberek közelében landol, ahol a kietlen sivataggá változott Földön, a „Vadállatok” néven ismert motoros banda gyakran támadja meg őket. Azonban, Brody után küldenek egy kiborgot, Stoppert, akinek a saját javára az amarant kell. Brody megismerkedik és beleszeret egy nőbe, Thorába, akiről később kiderül, hogy ő maga is egy kiborg. Keresése során rájön, hogy a felettesei nem feltétlenül mondtak igazat neki küldetéséről. A férfi kétségbeesett harcot vív a bandával az egész bolygó túléléséért.
Brody képes megölni az összes Vadállatot és likvidálja Stoppert is. Végezetül könnyes búcsút vesz Thorától és leállítja őt egy szerkezettel, majd az amarantot fellövik az égbe. A  Földön elkezd esni az eső, ami már hosszú ideje nem történt meg.

## Szereplők
| Szerep    | Színész            | Magyar hang         |
| --------- | ------------------ | ------------------- |
| Joe Brody | Michael Paré       | Stohl András        |
| Kay       | Billy Drago        | Bognár Zsolt        |
| Thora     | Walker Brandt      | Kiss Virág Magdolna |
| Stopper   | Robin Smith        | Uri István          |
| Lane      | Gavin Van Der Berg | Fazekas István      |
| Pent      | Wilson Dunster     | Barbinek Péter      |
| Aragon    | Ron Smerczak       | Kardos Gábor        |
| Milo      | Greg Latter        | Balázsi Gyula       |
| Lester    | Ian Yale           | Horkai János        |
| Miranda   | Susan Allison      | Papp Ági            |
| Randy     | Molemo Maarohanye  | Molnár Levente      |